# Megascops centralis
Megascops centralis (лат.) — вид птиц рода Megascops семейства совиных. Подвидов не выделяют.

## Описание
Длина представителей данного вида — от 20,5 до 27 см. Выделяют серую и рыжу морфы, а оперение многих особей включает цвета из оперения представителей обеих морф. Представители серой морфы имеют серовато-белый лицевой диск с черноватыми полосами. Верх буровато-серый с чёрными и желтовато-коричневыми пятнами. Представители рыжей морфы рыжевато-коричневые сверху (они имеют гораздо меньшее количество пятен, чем представители серой морфы), а низ имеет оттенки коричневого.

## Распространение
Megascops centralis встречается от центральной Панамы до северо-западной Колумбии и в узкой полосе на западе Эквадора

## Размножение
Сезон размножения представителей данного вида, по-видимому, длится с января по март